# 칼디비르가 마킬링겐시스
칼디비르가 마킬링겐시스는 칼디비르가속에 속하는 한 종이다.